# Mark 46 (торпеда)
Mark 46 — американская стандартная малогабаритная противолодочная торпеда калибра 324 мм, состоящая на вооружении ряда стран блока НАТО. Она предназначена для поражения подводных лодок, маневрирующих со скоростями до 30 узлов на глубинах до 450 м. На 2011 год разработано пять модификаций торпеды.

## История
Производство торпеды для американских ВМС начато в 1964 году.

## Конструкция
Калибр торпеды — 324 мм, длина — 2600 мм, масса взрывчатого вещества — 44,5 кг.